# Wolfgang Wehrmann
Wolfgang Wehrmann (* 15. Oktober 1935 in Wien; † 28. Mai 2025 ebenda) war ein österreichischer Nachrichtentechniker und Hochschullehrer.

## Leben
Nach der Matura 1953 am Wasagymnasium studierte er Nachrichtentechnik an der TU Wien, wo er die Titel Dipl.-Ing. 1961 und mit der Dissertation Korrelationsanalyse einer Klasse stochastischer, durch stationäre Markoff'sche Ketten bestimmter Prozesse Dr. techn. 1965 erwarb. Nach Tätigkeit in der Industrie lehrte er seit 1974 als Lektor industrielle Elektrotechnik an der TU Wien, wo er 1986 zum Honorarprofessoren ernannt wurde. Aufgrund seiner Verdienste verlieh ihm der Bundespräsident den Titel Hofrat. Er lehrte seit 1992 naturwissenschaftliches Denken an der Hochschule Heiligenkreuz.
Wehrmann war ein Gegner von Charles Darwins Evolutionstheorie, deren Thesen er als widerlegt betrachtete, und versuchte mit einem Konzept von Evolution mit Schöpfung Naturwissenschaft und christliche Lehre zu vereinen.

## Schriften
- Einführung in die stochastisch-ergodische Impulstechnik (= Impulstechniken, Bd. 3). Oldenbourg, München u. a. 1973, ISBN 3-7029-0058-6.
- Korrelationstechnik, ein neuer Zweig der Betriebsmesstechnik (= Kontakt & Studium, Bd. 14). Lexika-Verlag, Grafenau 1978, ISBN 3-88146-104-3.
  - Korrelationstechnik, ein neuer Zweig der Betriebsmesstechnik (= Kontakt & Studium, Bd. 14). 2. Auflage, expert-Verlag, Grafenau 1980, ISBN 3-88508-647-6.
  - Korrelációs technika. Műszaki Könyvkiadó, Budapest 1983, OCLC 719022659.
- Real-time-Analyse. Industrielle Signal- und Systemanalyse im Zeit- und Frequenzbereich (= Kontakt & Studium, Bd. 35). Lexika-Verlag, Grafenau 1979, ISBN 3-88146-201-5.
  - Real-time-Analyse. Industrielle Signal- und Systemanalyse im Zeit- und Frequenzbereich (= Kontakt & Studium, Bd. 35). 2. Auflage, Expert-Verlag, Grafenau 1982, ISBN 3-88508-726-X.
- Elektrische Leistungsmessung. Messung von Energie und Leistung, Stand der Technik, Trends (= Kontakt & Studium, Bd. 165). expert-Verlag, Sindelfingen 1985, ISBN 3-88508-898-3.
- Innovation quantitativ. Ein neuer Beitrag zur Quantifizierung der strukturellen und ökonomischen Optimierung industriell-innovativer Planungsmodelle (= Schriftenreihe der Technischen Universität Wien , Sonderband). Metrica-Fachverl. Bartak, Wien 1988, ISBN 3-900368-17-1.
- mit Imre Koncsik und Marian Gruber: Die Wahrheit im Zeitalter interdisziplinärer Umbrüche (= Heiligenkreuzer Schriftenreihe Dies academicus, Bd. 1). Lang, Frankfurt u. a. 2010, ISBN 978-3-631-59051-5.
- Kaum zu glauben. Grundriss einer metasymbolischen Wahrheitstheorie (= Heiligenkreuzer Schriftenreihe Dies academicus, Bd. 2). Lang, Frankfurt u. a. 2011, ISBN 978-3-631-59820-7.
- mit André Derndarsky, Wolfgang Kammerer, Alois Wimmer und Marian Gruber: Kritische Studie zur Evolutionstheorie. Paradigmenkritik der Evolutionstheorie aus neuerer interdisziplinärer Sicht (= Heiligenkreuzer Schriftenreihe Dies academicus, Bd. 3). Lang, Frankfurt u. a. 2014, ISBN 3-631-65022-1.
- als Herausgeber mit Marian Gruber: Primat des Logos vor dem Ethos. Festschrift anlässlich des 40-jährigen Priesterjubiläums von P. Bernhard Vošicky OCist (= Heiligenkreuzer Schriftenreihe Dies academicus, Bd. 4). Lang, Frankfurt u. a. 2015, ISBN 3-631-66617-9.